# Tyromyces corticicola
Tyromyces corticicola är en svampart som beskrevs av Corner 1989. Tyromyces corticicola ingår i släktet Tyromyces och familjen Polyporaceae.   Inga underarter finns listade i Catalogue of Life.